# Richard von Conta (General, 1856)

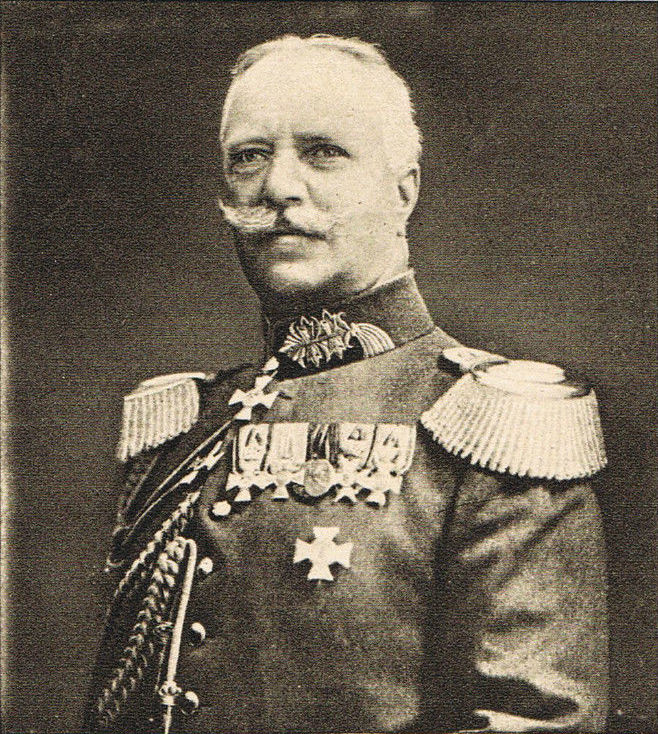
Richard von Conta

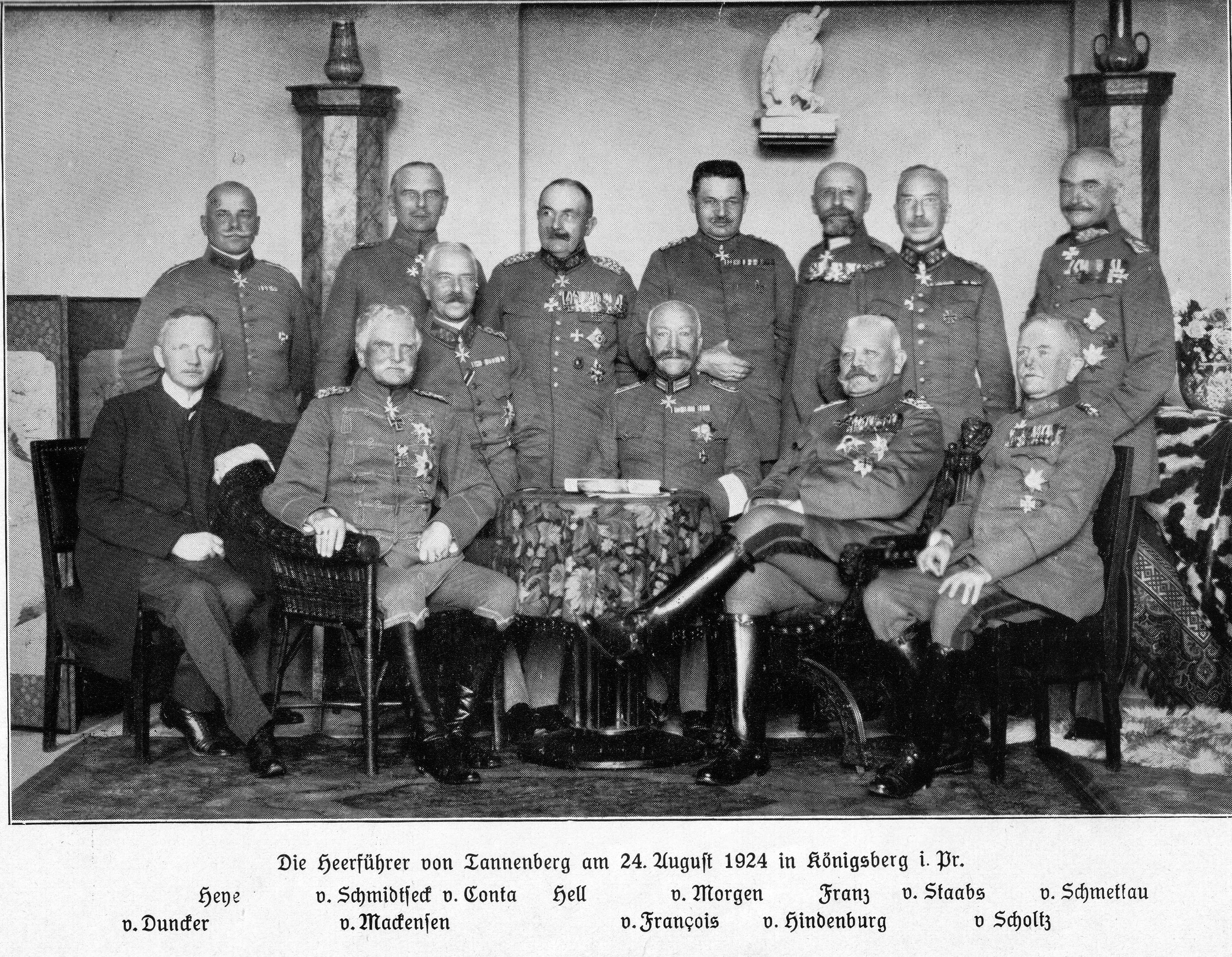
Richard von Conta mit Kommandierenden Generalen der Schlacht von Tannenberg (Foto v. 1924)

Richard Heinrich Karl von Conta (* 24. November 1856 in Tuchel; † 30. Januar 1941 in Frankfurt (Oder)) war ein preußischer General der Infanterie im Ersten Weltkrieg.

## Leben

### Herkunft
Er war der Sohn des späteren preußischen Generalmajors Richard von Conta und dessen Ehefrau Coelestine Adelheid, geborene von Kahlden (1832–1893). Sein jüngerer Bruder Alfred (1858–1927) schlug ebenfalls eine Militärkarriere ein und brachte es bis zum Generalleutnant.

### Militärkarriere

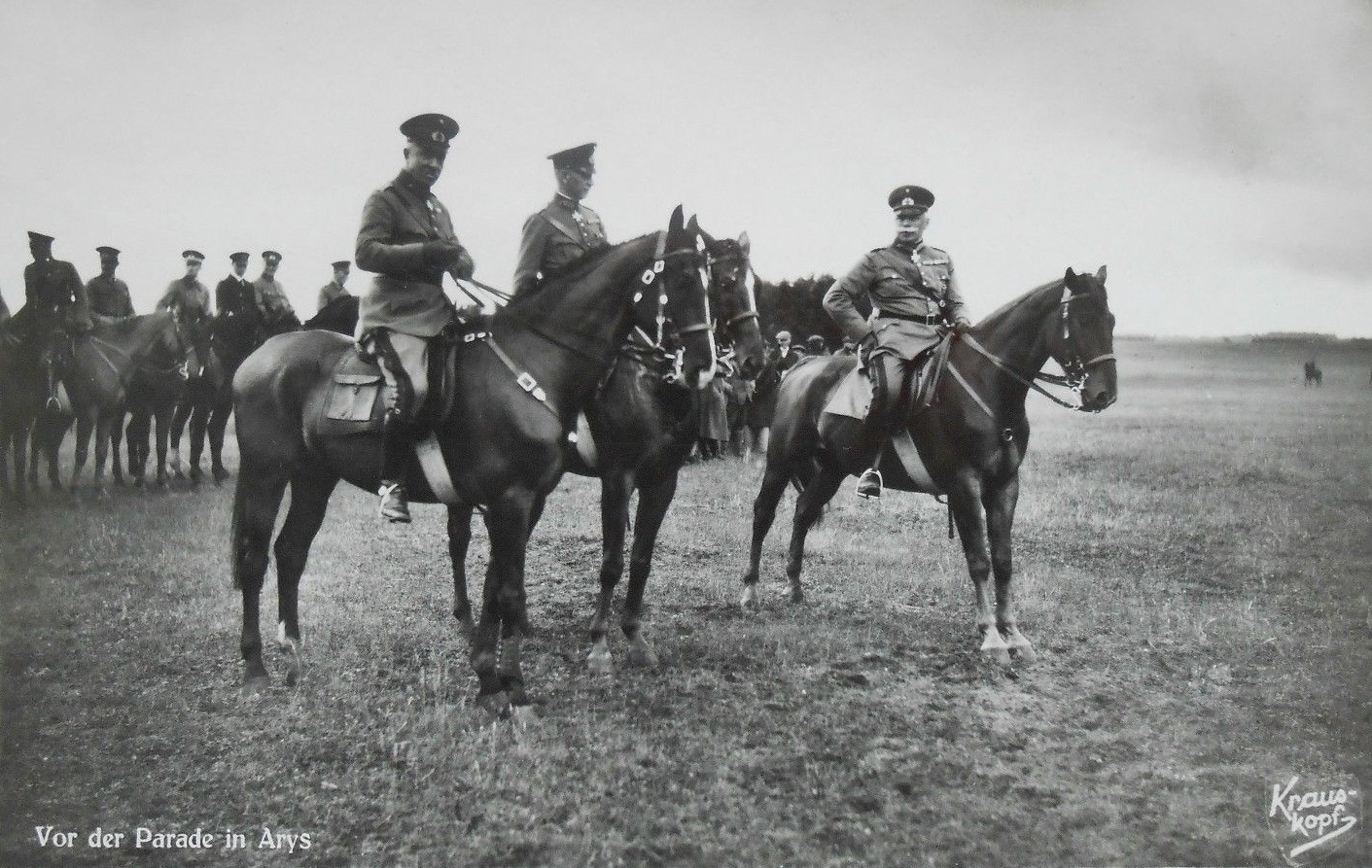
Richard von Conta auf dem Truppenübungsplatz Arys am 26. Mai 1914

Conta trat aus dem Kadettenkorps kommend am 23. Juli 1874 als charakterisierter Fähnrich in das 1. Westfälische Infanterie-Regiment Nr. 13 der Preußischen Armee ein. Hier wurde er am 12. Oktober 1875 zum Sekondeleutnant befördert und fungierte von Mitte August 1878 bis Anfang Juni 1885 als Adjutant des II. Bataillons in Münster. Als Premierleutnant war er anschließend in der 3. Kompanie tätig und wurde am 22. März 1889 als Adjutant zur 37. Infanterie-Brigade versetzt. Dort folgte am 27. Januar 1891 seine Beförderung zum Hauptmann. Vom 14. Februar 1891 bis 21. März 1897 war Conta zunächst Chef der 5. Kompanie des 6. Thüringischen Infanterie-Regiments Nr. 95 in Hildburghausen, später der 2. Kompanie in Gotha. Anschließend wurde er Adjutant beim Generalkommando des XVII. Armee-Korps. Am 27. Januar 1898 wurde Conta unter Belassung in dieser Stellung bei gleichzeitiger Beförderung zum Major in das Infanterie-Regiment Nr. 98 versetzt. Mit der Ernennung zum Kommandeur des I. Bataillons des Garde-Grenadier-Regiments Nr. 5 kehrte Conta in den Truppendienst zurück. Als Oberstleutnant wurde er am 27. Januar 1905 zum Stab des Infanterie-Regiments „Kaiser Wilhelm“ (2. Großherzoglich Hessisches) Nr. 116 nach Gießen versetzt. Am 14. April 1907 zum Oberst befördert, war Conta als solcher vom 21. Mai 1907 bis 19. März 1911 Kommandeur des Füsilier-Regiments „von Gersdorff“ (Kurhessisches) Nr. 80. Anschließend wurde er unter gleichzeitiger Beförderung zum Generalmajor zum Kommandeur der 18. Infanterie-Brigade ernannt. Dieses Kommando gab Conta am 31. Dezember 1913 ab, wurde Generalleutnant und Kommandeur der 1. Division in Königsberg.
Conta führte seine Division bei Ausbruch des Ersten Weltkriegs bei der 8. Armee an der Ostfront. Im August zeichnete er sich unter General von Francois in der Schlacht bei Tannenberg (Gefecht von Usdau) und im September 1914 in der Schlacht an den Masurischen Seen aus. Zwischen 25. und 29. November kämpfte seine Division bei Łódź und ging Anfang Dezember 1914 in Richtung Łowicz-Sanniki vor. Zur Jahreswende auf 1915 lag seine Division im Raum Bolimow an der Rawka-Bzura in Stellung. Im Januar 1915 verlegte Contas Division an die Karpatenfront und wurde am Verecke-Pass der Südarmee unter General Linsingen unterstellt. Am 23. März 1915 wurde Contas Division dem Korps Bothmer unterstellt, zusammen mit der 3. Garde-Division gelang am 9. April die Erstürmung des Zwinin. Ende Juni 1915 überschritten seine Truppen den Dnjestr, Mitte Juli kämpfte er bei Hrubieszow und Anfang August erreichte seine Division Chelm. Für seine Leistungen erhielt Conta am 14. Mai 1915 das Komturkreuz mit Schwertern des Königlichen Hausordens von Hohenzollern.
Anfang März 1916 erfolgte die Verlegung der 1. Division an die Westfront und der Einsatz in der Schlacht um Verdun. Am 7. August 1916 wurde Conta Kommandierender General des IV. Reserve-Korps (Karpatenkorps) im Verband der deutschen Südarmee. Für die Leistungen seiner Truppen bei der Abwehr der Brussilow-Offensive wurde Conta am 15. Oktober 1916 der Orden Pour le Mérite verliehen. Im Frühjahr 1918 verlegte das IV. Reserve-Korps an die Westfront, stand anfangs im Frontvorsprung von St. Mihiel und wurde dann der 18. Armee Hutier für das Unternehmen Michael zugeführt. Für die Erfolge seines Korps erhielt Conta am 26. März 1918 das Eichenlaub zum Orden Pour le Mérite verliehen. Für die dritte Schlacht an der Aisne wurde das IV. Reserve-Korps der 7. Armee zugeführt. Im Juni 1918 stand das Korps Conta beim Vormarsch an die Marne im Wald von Belleau frischen US-Marineeinheiten gegenüber. Ende Juli wurde wegen starker Gegenangriffe de Franzosen die Räumung des Marnebogens notwendig und seine Truppen in die alten Ausgangsstellungen zurückgenommen. Im August 1918 wurde ihm der Kronenorden I. Klasse mit Schwertern am Ringe verliehen.
Nach Kriegsende führte Conta seine Truppen in die Heimat zurück. Er reichte nach der Demobilisierung seines Generalkommandos seinen Abschied ein und wurde am 6. Januar 1919 aus dem Militärdienst verabschiedet.

### Familie
Conta hatte sich am 31. Mai 1882 in Thorn mit Katharine von Hennig (1861–1909) verheiratet. Aus der Ehe gingen folgende Kinder hervor:
- Horst (* 1883), preußischer Hauptmann
- Mathilde (* 1885), Oberschwester vom Roten Kreuz
- Richard (* 1888), Kaufmann
- Gottlieb (* 1897), preußischer Leutnant